# École d'Ingénierie et d'Architecture

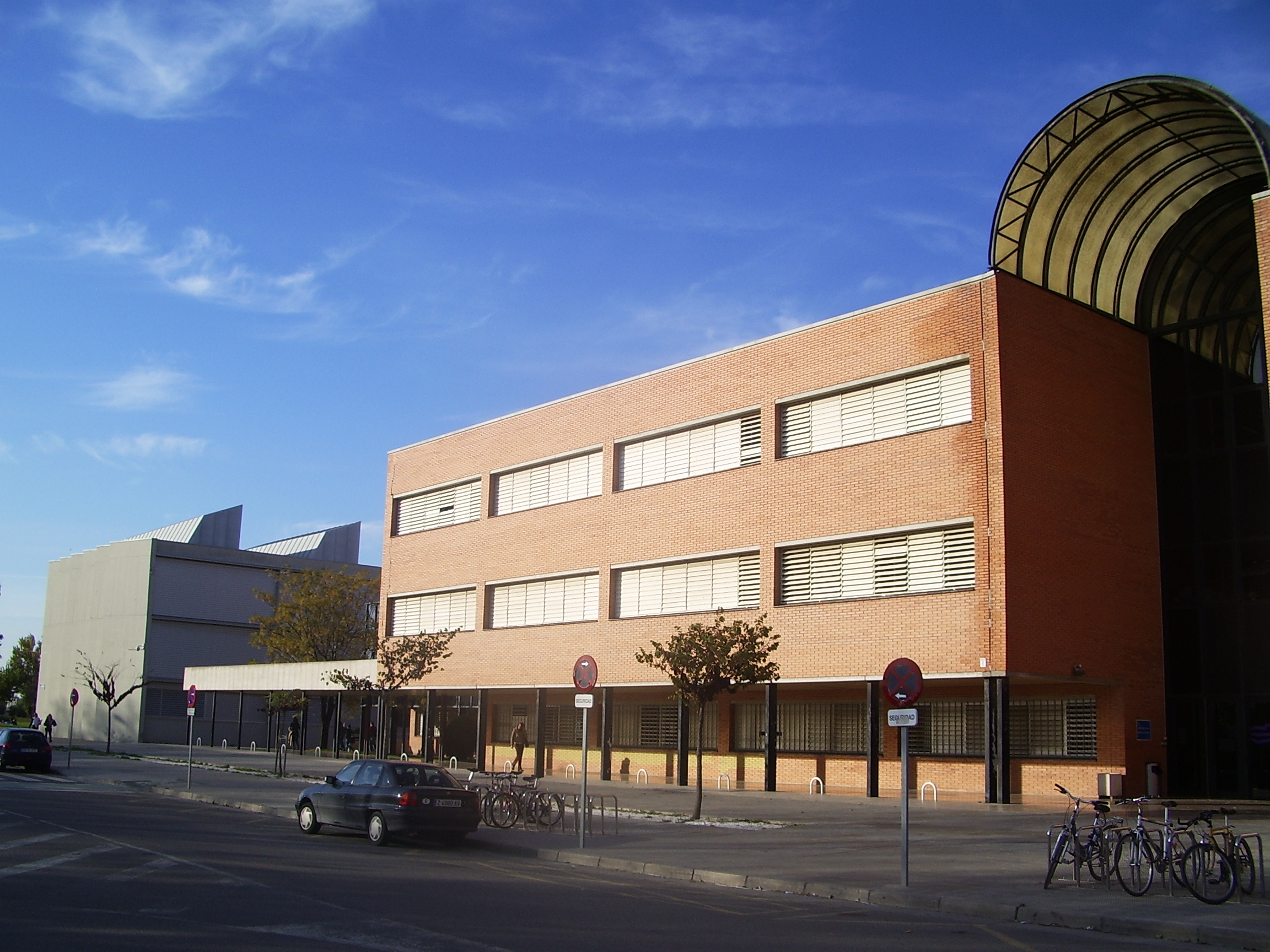
Bâtiment C - Leonardo Torres Quevedo.

L'École d'Ingénierie et d'Architecture (EINA) (Escuela de Ingeniería y Arquitectura en espagnol),  est une école d'ingénieurs de l'Université de Saragosse, située à Saragosse, dans la région de l'Aragon (Espagne). Elle est le fruit du regroupement en 2011 du Centro Politécnico Superior (CPS) et de la Escuela Universitaria de Ingeniería Técnica Industrial (EUITI).
Située dans le quartier Margen Izquierda (rive gauche) de Saragosse, à côté de Juslibol (quartier Actur - Rei Fernando), le "Campus Río Ebro" qui abrite l'EINA est proche de l'Èbre. L'école de commerce Escuela Universitaria de Estudios Empresariales y est aussi localisée. Un des bâtiments universitaires porte le nom de l'ingénieur espagnol Leonardo Torres Quevedo.

## Formations
La EINA compte 4500 étudiants dans quatre filières :
- Génie industriel, filière historique
- Génie informatique, filière créée en 1992
- Génie chimique, filière créée en 1994
- Télécommunication, filière créée en 1990
- Architecture, filière créée en 2008

## Histoire
L'Escuela Técnica Superior de Ingenieros Industriales de Zaragoza (ETSIIZ) a été fondée en 1974 et renommée CPS en 1989.

## Coopérations européennes
La EINA et l'Université de Saragosse participent à des coopérations européennes de recherche et d'échange d'étudiants, en particulier avec la France.